# Palazzo Seriman

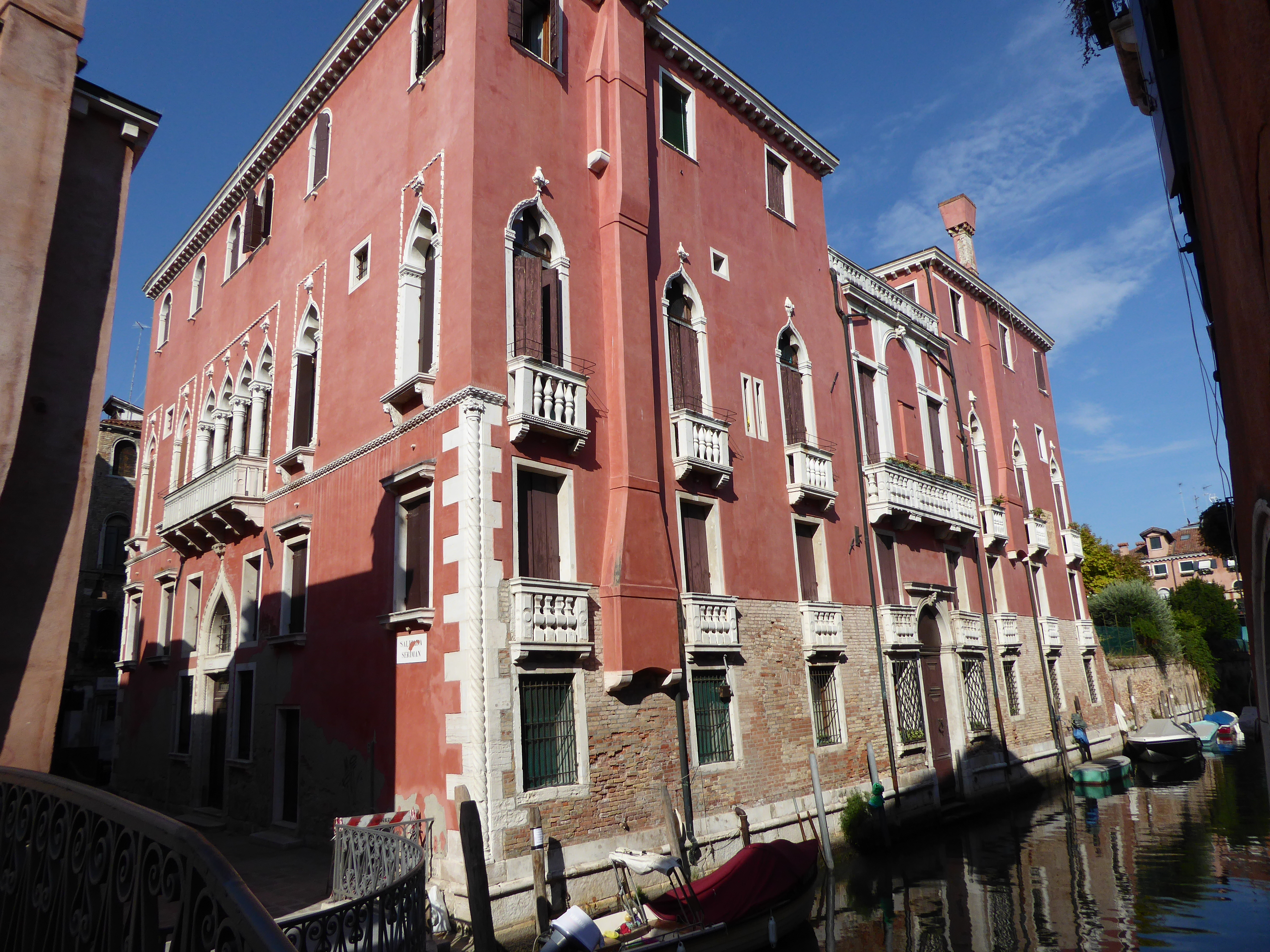
Palazzo Seriman

Palazzo Seriman (auch Palazzo Contarini Sceriman)  ist ein Palast in Venedig in der italienischen Region Venetien. Er liegt im Sestiere Cannaregio an der Salizada Seriman mit Blick auf den Rio del Gozzi.

## Geschichte
Von diesem Palast spricht Francesco Sansovino, als er, nachdem er den Palazzo Zen ai Gesuiti erwähnt hat, anfügt, dass sich von dort auf dieser Seite der Brücke sich der Palast der Contarinis befinde, der bereits vom Haus ‚‘Dolce‘‘ geschaffen wurde. Aus einer Quelle aus dem Jahre 1466 wird zitiert, dass diese Immobilie vielleicht ein paar Jahre zuvor von Pietro Como im Auftrag der Familie Dolce erbaut worden und dann später an Contarina Contarini, der Gattin von Piero Priuli Michiel, gefallen sei. Am 31. Mai 1638 kaufte die Familie von Alberto Gozzi das Anwesen und machte es zu ihrem Wohnhaus, wonach es „dalla seda“ (dt.: am Sitz [der Familie]) genannt wurde, da diese auch ein Seidentuchgeschäft in der Calle dei Toscani in Rialto besaß. Die Gozzis, die zu einer Adelsfamilie Aus Bergamo gehörten, kamen im 16. Jahrhundert nach Venedig und wurden mit Alberto Gozzi 1546 in das Patriziat aufgenommen. 1698 starben sie aus; ihr letzter Spross war ein weiterer Alberto Gozzi, dessen Witwe, Adriana Donà, sich in das Kapuzinerkloster im Sestiere Castello zurückzog und auf den Nießbrauch aller ihrer Immobilien verzichtete. Sie bot auch diesen Palast zum Verkauf an, den dann 1725 die Familie Seriman oder Sceriman kaufte. Diese Familie stammte aus Armenien, aus der Stadt Isphahan (heute Iran) und landete Ende des 17. Jahrhunderts in Venedig, um der Verfolgung durch die Osmanen zu entgehen. Sie unterstützte die Republik Venedig mit der immensen Summe von 72.000 Dukaten, um den Krieg gegen die Türken mitzufinanzieren, und kauften sich so in den venezianischen Adel ein.
Das Gebäude, das einige Jahre lang Sitz der Accademia degli Industriosi war, die später in den Palazzo Morosini del Giardino ai Santi Apostoli umzog, gehört heute einem religiösen Institut (Casa Generalizia delle Ancelle di Gesù).

## Beschreibung
Es handelt sich und ein Gebäude mit beträchtlichen Ausmaßen, das den Übergang von der Spätgotik zum Renaissance zeigt. So sind zum Beispiel die geometrische Aufteilung der Fensteröffnungen und die Kapitelle der Vierfachfenster im Hauptgeschoss eher nach dem Renaissancegeschmack, die Fenster im Mezzaningeschoss aber noch aus dem 16. Jahrhundert, sowie das Portal zur Salizada, aber man findet auch die Kielbögen mit Dreipässen oder die herrlichen Verdrehungen der Ecksäulen zum Kanal hin. Vermutlich hatte der Palast ursprünglich einen U-förmigen Grundriss mit einem kleinen Innenhof und einer einfachen Treppe, wo sich heute an der Fassade zum Kanal ein teilweise zugemauertes, venezianisches Fenster befindet.
Hinter dem Palast ist ein schöner Garten erhalten, wo einst der Palazzo Venier stand, der im 19. Jahrhundert abgerissen wurde; der Innenhof dieses Palastes war einst mit Standbildern von Bernardo Falconi verziert.
Im Inneren des Palastes gibt es eine interessante, barocke Treppe, die von Antonio Gaspari geplant wurde, der Ende des 17. Jahrhunderts auch die Gartenfassade neu gestaltete. Die Decke des Treppe ist mit einer „Apotheose der Familie Sceriman“ verziert, die von einem Anhänger von Giovanni Battista Tiepolo (vielleicht Il Bartolo) bemalt wurde, aber auch ersterem teilweise zugeschrieben wird. Darüber hinaus findet man im Inneren zwei Gemälde von Sebastiano Ricci: Elizier und Rebecca am Brunnen aus dem 18. Jahrhundert und Moses verteidigt die Töchter des Jitro aus dem 17. Jahrhundert.